# Six quatuors opus 32 de Luigi Boccherini
Les six quatuors à cordes opus 32 de Luigi Boccherini ont été composés en 1780 durant l'exil de Don Luis de Bourbon en Arenas de San Pedro. Considérés comme l'un des points culminants de sa production, le musicologue italien Giuliano Castelli n'hésite pas à ajouter, qu'avec ce nouveau recueil, « l'art de Boccherini atteint un niveau très élevé de raffinement ». D'autre part, le fait que deux des quatuors de l'opus 32 comptent quatre mouvements, alors que le modèle habituel des quatuors de Boccherini n'en comprend que trois atteste le début d'un remarquable processus d'adaptation au classicisme viennois représenté  par Haydn.

## Analyse

### Quatuor à cordesno1enmi bémol majeur
Le thème unique de l'Allegretto lentarello e affettuoso en mi bémol majeur qui ouvre ce premier quatuor (G.201), est empli d'une chaude affabilité, typique de Boccherini. Le développement, en mineur, s'articule autour de ce motif que l'auteur présente encore isolément au violoncelle et au violon I dans les mesures conclusives.
Le deuxième mouvement se signale par la courbe harmonieuse du Minuetto ainsi que sa souplesse due aux triolets. Il contraste avec la ligne en zigzag et les amples intervalles du Trio bien que les deux parties soient en réalité unis par un fragment mélodique commun.
Riche en dissonances et chromatismes, le troisième mouvement, un Grave en do mineur, est un prélude plein de pathos dont la fonction est d'introduire le finale, un « splendide » Allegro vivace assai à 4/4.
Celui-ci en mi bémol majeur est un concentré d'énergie. Son second thème, un motif soupirant, est vite interrompu par une marche bataillante qui, note L. della Croce, est comme « un encouragement à la vie ».

### Quatuor à cordesno2enmi mineur

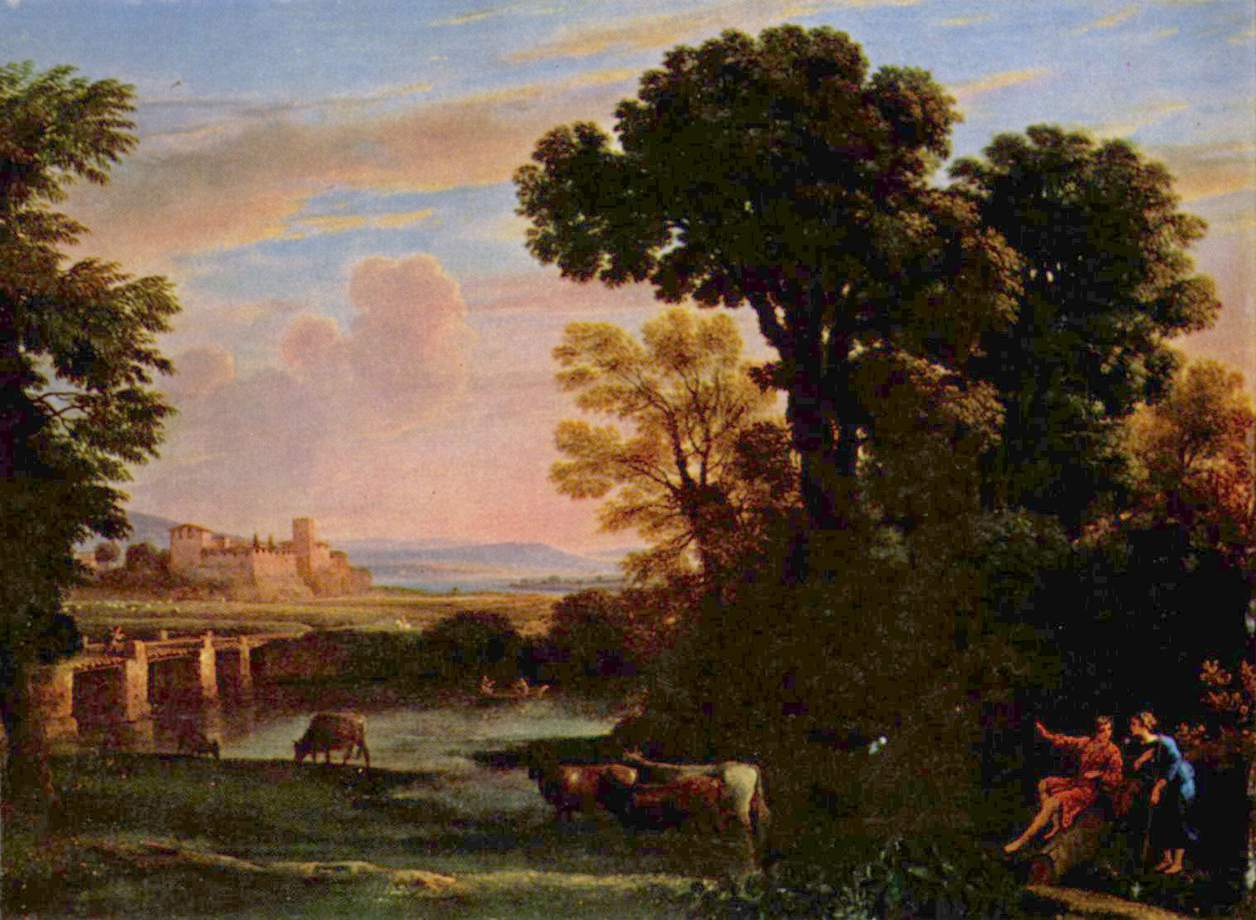
Claude Gellée, Paysage pastoral, huile sur cuivre, (1648), Yale University Art Gallery.

Davantage complexe dans sa structure est le second quatuor (G.202). À la place de l'Allegro initial de forme sonate, Boccherini intercale deux épisodes lents. Le premier en mi mineur, intitulé Largo sostenuto à 2/4, fait fonction de mouvement d'ouverture. Il se caractérise par des accents plaintifs et de douloureuses modulations entrecoupées d'un motif pareil à un appel fatidique. 
Lui succède un Minuetto sans Trio en mi majeur changeant radicalement d'atmosphère. Enjoué et spontané, il présente des similitudes avec le célèbre Menuet du quintette opus 11 no 5.
Le deuxième épisode lent, un Larghetto à 6/8 en forme de sicilienne renoue avec le climat en mineur du mouvement de tête. 
Le quatrième mouvement est une reprise textuelle du Minuetto. Tout en suscitant la surprise chez l'auditeur, ce retour permet d'unir entre eux des mouvements a priori différents. Cette répétition est du reste un des nombreux exemples de l'utilisation de la forme cyclique par Boccherini.
Le dernier mouvement est un Rondeau à la française, de même forme que celle adoptée par Mozart dans ses concertos pour violon (1775) à savoir la première des deux strophes répétée entre deux énonciations du refrain. Ce dernier est une berceuse au rythme binaire semblable à une musette qui conclut l’œuvre dans une ambiance pastorale d'Arcadie.

### Quatuor à cordesno3enré majeur
Le premier mouvement du troisième quatuor (G.203) possède le souffle d'un œuvre symphonique tant le profil des thèmes y est net. En particulier, le premier, qui fait dialoguer les quatre instruments afin de créer un climat sonore dense et chaleureux. La fin de son développement se distingue par un trémolo dramatique de style Sturm und Drang, dans lequel le motif principal apparaît en début de reprise. 
Proche du rythme de la sicilienne, l'Adagio en mi mineur, constitue une oasis pastorale avant que ne lui succède un très rapide Rondo.
Celui-ci, un Allegro vivo en ré majeur, est dominé par un thème qui rappelle Haydn, entre autres, le finale d'une de ses plus célèbres symphonies : la no 88 en sol majeur (1787).

### Quatuor à cordesno4endo majeur
Le quatuor en do majeur (G.204), se distingue par son mouvement d'ouverture intitulé: Allegro bizarro, peut-être comme l'explique Luigi Della Croce, parce que « la seconde partie du premier thème -ample, résolu, adapté tout aussi bien pour une symphonie- revient à la fin de l'exposition et dans les dernières mesures, et non au début de la reprise ». Original, le second thème de ce mouvement est « presque entièrement absorbé par le violoncelle en tessiture très élevée » n'enlevant rien à la légèreté de la mélodie qui rappelle un mode de composition proche de celui de Mozart à l'époque de ses voyages en Italie et de son maître Johann Christian Bach.
Le second mouvement, un Larghetto en do mineur indiqué soave par Boccherini, se révèle austère par son thème formé d'un segment mélodique descendant. De même rythme qu'une sicilienne, son caractère s'apparente davantage à une lamentation.
Le finale Allegro con brio, est le parfait exemple d'un compromis entre un allegro de forme sonate et un menuet. Il est parcouru d'un bout à l'autre par un thème à 3/4 jusqu'à la coda.

### Quatuor à cordesno5ensol mineur

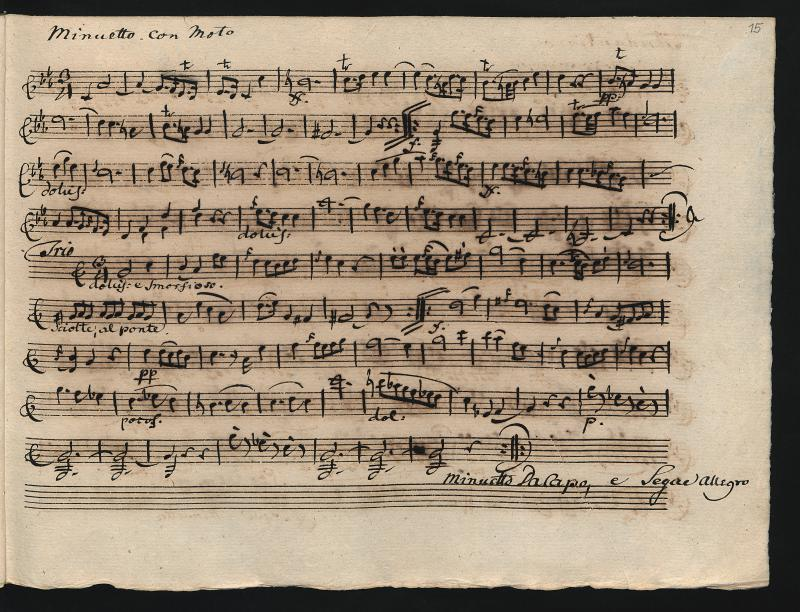
Page manuscrite du quatuor opus 32 no 5: Minuetto et Trio.

Le cinquième quatuor (G.205) se signale par un caractère plus grave ne serait-ce qu'en raison de sa tonalité. Son Allegro comodo en sol mineur s'ouvre sur un thème principal, chantant, qui est présenté à plusieurs reprises et varié au cours de l'exposition. Le violoncelle intervient spécialement dans son développement, accentuant l'atmosphère crépusculaire de l'ensemble.
Le mouvement suivant, un Andantino en mi bémol majeur (sotto voce sempre) présente une longue phrase que les instruments entonnent dans un contrepoint à quatre voix. Il s'agit d'une zone sereine bien que brève, interrompue par des pauses mystérieuses tout en contraste avec l'austère et dramatique Minuetto qui lui succède.
Celui-ci en do mineur, développe en effet une atmosphère sombre et tendue liée parfois à une grande rigueur contrapuntique, par exemple lorsqu'une voix en imite une autre. La légèreté du Trio en do majeur, dolcissimo e smorfioso, présente quant à lui un contraste saisissant en apportant un éclaircissement presque joyeux. Mais une nouvelle idée musicale sur un rythme de sicilienne, soutenu par des trémolos dans les parties intermédiaires, annonce le retour du climat tendu du menuet dans lequel la musique plonge à nouveau à l'issue du Trio.
Le finale, un rapide Allegro giusto à 2/4, débutant dans une nuance piano, se rapproche par son caractère du type « presto » tel qu'on le retrouve dans de nombreux quatuors à cordes du classicisme viennois. En particulier, le rôle de meneur que joue tout au long de ce mouvement le violon I pour lequel Boccherini a d'ailleurs écrit une cadence solo « capriccio ad libitum ».

### Quatuor à cordesno6enla majeur
Le sixième quatuor (G.206) offre une variété de mélodies dans un cadre tonal soumis aux fréquents passages du mode mineur au mode majeur. Dans l'Allegro, entre les deux sujets principaux s'ajoutent des idées secondaires ayant la quasi valeur de thèmes. Séparés par un développement suggestif en mineur, l'exposition et la reprise sont, comme d'habitude chez Boccherini, traités différemment. Le second thème de ce mouvement peut être compté parmi les plus gracieuses mélodies du compositeur.
Douloureux et recueilli, l'Andantino en la mineur est entièrement basée sur la « formule de la mort » (la quarte descendante) utilisée surtout pendant le XVIIIe siècle dans la musique sacrée et dans l'opéra seria. Au centre du mouvement, tout empreint de cette mélodie, se dresse soudain comme un moment de révolte une marche vigoureuse et forte.
Le troisième mouvement qui lui succède est intéressant. Il se signale par deux parties ample et élaborée. D'un côté, le Minuetto à proprement parler, en majeur avec son thème de cornemuse, de l'autre, le chant volontaire en la mineur du Trio avec ses changements brusques de dynamiques du pianissimo au forte. 
Un Presto assai en la majeur de forme sonate à 2/4 avec un thème en demi-croche de type mouvement perpétuel conclut avec énergie cet imposant recueil.

## Structure
- Quatuor à cordes no 1 en mi bémol majeur opus 32 (G.201)

1. Allegretto lentarello e affettuoso, 2/4, mi bémol majeur
2. Minuetto/Trio, 3/4,, mi bémol majeur/do mineur
3. Grave, 2/4, do mineur
4. Allegro vivace assai, 4/4, mi bémol majeur

Sa durée d'exécution est d'environ 18 minutes.
- Quatuor à cordes no 2 en mi mineur opus 32 (G.202)

1. Largo sostenuto, 2/4, mi mineur
2. Minuetto, 3/4, mi majeur
3. Larghetto, 6/8, mi mineur
4. Minuetto, 3/4, mi majeur-(reprise du second mouvement)
5. Rondeau. Comodo assai, 2/4, mi majeur

Sa durée d'exécution est d'environ 20 minutes.
- Quatuor à cordes no 3 en ré majeur opus 32 (G.203)

1. Allegro vivo, 4/4, ré majeur
2. Adagio, 6/8, mi mineur
3. Allegro vivo ma non presto, 2/4, ré majeur

Sa durée d'exécution est d'environ 18 minutes.
- Quatuor à cordes no 4 en do majeur opus 32 (G.204)

1. Allegro bizarro, 4/4, do majeur
2. Larghetto, 6/8, do mineur
3. Allegro con brio, 3/4, do majeur

Sa durée d'exécution est d'environ 20 minutes.
- Quatuor à cordes no 5 en sol mineur opus 32 (G.205)

1. Allegro comodo,  4/4, sol mineur
2. Andantino, 3/4, mi bémol majeur
3. Minuetto con moto/Trio, 3/4, do mineur/do majeur
4. Allegro giusto, 2/4, sol mineur

Sa durée d'exécution est d'environ 20 minutes.
- Quatuor à cordes no 6 en la majeur opus 32 (G.206)

1. Allegro, 6/8, la majeur
2. Andantino lentarello, 2/4, la mineur
3. Minuetto con moto/Trio, 3/4, la majeur/la mineur
4. Presto assai, 2/4, la majeur

Sa durée d'exécution est d'environ 16 minutes.

## Publications
La première édition de ces quatuors a été publiée à Vienne par Artaria vers 1782 comme Sei quartetti per due violini, viola e violoncello dal Sigr Boccherini. Opera XXXIII.Vienna, presso Artaria E. Cum Priv.
Ces quatuors ont joui d'un bon succès dans la capitale impériale mais ont été quelque peu éclipsés par les quatuors opus 33 de Haydn, publiés la même année (1782).  Les quatuors opus 32 sont Opera Grande dans le catalogue autographe de Boccherini.

## Discographie
- Quatuors à cordes op. 32 (G.201-206) - Quatuor Esterhazy (1976, 2CD Teldec)
- Quatuors à cordes op. 32 (1, 2) et op. 39 (G.201, 202, 213), op. 32 (3-6) (G.203-206) - Quartetto Borciani, Ivrea-Italie (2000, Naxos 8.555042 et 8.555043)
- L. Boccherini, « La musica notturna delle strade di Madrid », Cuarteto Casals, HMC 902092, Harmonia Mundi, 2011, Arles.

## Pour approfondir